# 穆扬阿
穆扬阿（1782年—？），号耕山、耕珊，钮祜禄氏，满洲镶黄旗人，慈安太后的父親，清末外戚。

## 生平
穆扬阿为孝贞显皇后之父。曾任广西右江道。1862年9月11日（同治元年八月戊辰），追封三等承恩公，谥“荣敬”。同日，追封穆扬阿之祖、陕西延綏鎮总兵官策普坦三等承恩公，谥“端勤”；追封穆扬阿之父、西宁办事大臣福克精阿三等承恩公，谥“端敏”。

## 家庭
- 十三世祖：索和濟巴顏，鈕祜祿氏始祖，居長白山。
- 十二世祖：兆三巴
- 十一世祖：德魯拉哈
- 十世祖：薩爾都巴圖魯
- 九世祖︰阿靈阿巴顏，居長白山英萼峪（英額）。
- 八世祖︰都靈額
- 七世祖︰額亦都，娶愛新覺羅氏（努爾哈赤伯父禮敦巴圖魯女）。
- 六祖父︰車爾格，額亦都第三子，母愛新覺羅氏（努爾哈赤伯父禮敦巴圖魯女）。娶覺羅氏。六弟達隆阿之七世孫即孝和睿皇后，慈安太后族姑。十六弟遏必隆女為孝昭仁皇后，玄孫女為孝穆成皇后。
- 五世祖︰巴喀，娶愛新覺羅氏，續娶愛新覺羅氏、馬佳氏、博爾濟吉特氏富爾丹女。
- 高祖︰永壽，娶郭絡羅氏、巴雅拉氏、吳雅氏。
- 曾祖︰遵柱，娶章佳尹泰孫女。
- 祖父︰策普坦，娶查庫塔氏。
- 父：福克精阿。妻觉罗氏（父覺羅常寧），继妻觉罗氏（父正红旗满洲、乾隆壬午举人、迪化知州覺羅福善，曾祖川陝總督文襄公覺羅華顯；胞姊觉罗氏，嫁鑲黃旗滿洲、江蘇候補知縣舒舒覺羅氏岳克青阿，其子道光壬午科進士德山）。
- 原配妻愛新覺羅氏（父觉罗哈豐阿，先祖寧古塔貝勒寶實即興祖直皇帝福滿第六子），继妻愛新覺羅氏（父宗室景興，祖父克勤良郡王慶恆，高祖已革平郡王訥爾蘇）。
- 子：广科
- 女 : 慈安太后
- 孙：恩焘
- 曾孫：荣泉